# Арчибальд, Тимоти
Тимоти Арчибальд (англ. Timothy Archibald, 19 июня 1967) — американский портретный фотограф, автор проектов ‘Echolilia’ и ‘Stereoscopy’, ‘Fish Series’ и других.

## Биография
Тимоти Арчибальд родился в Сан-Франциско в 1967 году. Окончил университет штата Пенсильвания (факультет искусств). Женился на Чери Сталманн, от которой у него два сына.

## Очерк творчества
Основным объектом съёмки Тимоти Арчибальда является его сын — Элайджа. Начиная с пяти лет, мальчик является главной музой отца-фотографа. Элайджа неизлечимо болен и страдает от аутизма. По словам фотографа, ещё не зная диагноза, он всегда замечал, что его сын не такой, как остальные дети: у него совершенно другое восприятие мира. Тонкая духовная связь между отцом и сыном, так точно переданная в проекте ‘Echolilia’, принесла фотографу всемирную славу.
Другой известный проект — ‘Stereoscopy’ — выполнен в особой технике для усиления иллюзии глубины изображения. Этот эффект достигается путём совмещения картинки относительно правого и левого глаз. В мозге эти два 2-D изображения совмещаются, создавая неповторимый эффект.
Работы фотографа отличаются особой плавностью, размытостью силуэтов, оригинальностью, отсутствием постобработки; в основном съёмки производятся на плёночную фототехнику.
Тимоти Арчибальд признаётся, что нет одной трактовки его фото, каждый видит то, что хочет и может увидеть.

## Публикации
Работы Тимоти Арчибальда выставлялись в Австралийском центре фотографии, ‘Zephyr Mannheim Gallery’ в Германии, ‘Videotage’ в Гонконге. Фотограф публиковался в таких изданиях как ‘Communication Arts Photography Annual’, ‘American Photography Annual’ и других.